# Facultad de Trabajo Social (Universidad Complutense de Madrid)
La Facultad de Trabajo Social de la Universidad Complutense de Madrid (UCM) está localizada en la Carretera de Húmera, en el Campus de Somosaguas de Pozuelo de Alarcón. En el año 2012, de igual modo que otras escuelas de la UCM, cambió su nombre. Hasta ese año era conocida como la Escuela Universitaria de Trabajo Social. Su festividad patronal es el 8 de marzo, San Juan de Dios.
Comparte edificio con la Facultad de Ciencias Políticas y Sociología.

## Estudios[11]

### Programas degrado
- Grado en Trabajo Social.

### Programas demáster
- Máster en Estudios LGTBIQ+.
- Máster Universitario en Trabajo Social Comunitario, Gestión y Evaluación de Servicios Sociales.

### Programas dedoctorado
- Doctorado en Trabajo Social.

### Programas detítulo propiode la UCM[12]
- Máster Propio UCM en Mediación y Gestión de Conflictos (semipresencial).
- Máster Propio en Violencia de Género: prevención e intervención desde diversos ámbitos profesionales.
- Diploma de Especialización en Género, Masculinidades y Acción Social.
- Diploma Participación Ciudadana en la Toma de Decisiones en Salud.
- Diploma Gestión Estratégica de Diversidad e Inclusión (D&I) en empresas y organizaciones.

## Departamentos[13]
- Departamento de Trabajo Social y Servicios Sociales.
- Sección Departamental de Derecho Civil.
- Sección Departamental de Sociología: Metodología y Teoría.
- Departamento de Antropología Social y Psicología Social.
- Departamento de Ciencia Política y de la Administración.
- Departamento de Derecho Internacional, Derecho Eclesiástico y Filosofía del Derecho.
- Departamento de Economía Aplicada, Pública y Política.
- Departamento de Filosofía y Sociedad.
- Departamento de Historia, Teorías y Geografías Políticas.
- Departamento de Medicina.
- Departamento de Psicología Experimental, Procesos Cognitivos y Logopedia.
- Departamento de Psicología Social, del Trabajo y Diferencial.

## Otros servicios y asociaciones[14]
- Biblioteca.
- Club Deportivo.
- Librería.
- Campus Virtual.